# 장창 (전한 초기)
장창(張蒼, ? ~ 기원전 152년)은 중국 진나라, 전한의 유학자, 음양가, 관료다. 양무(陽武) 사람이며, 전한 고제의 개국공신으로 북평문후에 봉해졌으며, 승상을 역임했다. 구장산술 편집에 관여했다.

## 일대기
순자에게서 좌전을 전수받았다고 한다. 상서와 음률과 역법을 좋아해, 진나라에서 어사를 지내며 각종 전적과 문서를 관리하는 주하사(主下史)의 임무를 맡다가 죄를 지어 달아나 귀향했다.
고제가 패공으로서 거병해 양무를 지나다가 발탁되어 남양 공격에 객으로 종군했다. 죄를 지어 참형에 처해져야 했는데, 형을 집행하는 도중에 장대하고 살찌고 흰 외모를 본 왕릉이 인재로 여기고 청하여 사면시켜 주었다. 장창은 이후 왕릉에게 감사하여 왕릉을 아버지처럼 모셨다.
기원전 206년, 고제가 한왕이 되고서 항산왕 장이가 진여의 공격을 받아 쫓겨나 고제에게 귀순하자, 장창은 항산태수를 맡았다. 이후 한신 · 장이의 조나라 공격에 종군해 진여를 사로잡았다. 조나라가 평정된 후 대나라의 상을 맡아 북쪽 변경을 수비했고, 조나라의 상으로 옮겨 조나라 왕이 된 장이를 보좌했다. 고제 5년(기원전 202년)에 조경왕 장이가 죽자 조왕을 계승한 장오의 상이 되었다가 대나라 상으로 옮겼다. 고제 6년(기원전 201년), 연왕 장도의 모반 진압에 고제 밑에서 종군해 공을 세워 북평후에 봉해졌고, 식읍 1200호를 받았다.
진나라의 주하사를 지내면서 얻은 전적 처리 등의 행정 능력과, 산학, 음률, 역법에 대한 지식을 인정받아 상국 소하에게 발탁되어 열후로서 계상(計相)을 맡아 4년간 상부에서 근무하며 각 군과 국에서 올려보내는 장부를 관리했다. 고제 12년(기원전 195년) 회남왕 영포가 반란을 일으켰다 패망하면서 새 회남왕이 된 황자 유장의 재상이 되어 회남나라로 내려갔다. 14년 후(고황후 7년, 기원전 181년), 혹은 고황후 8년(기원전 180년), 어사대부를 맡았다.
고황후 8년(기원전 180년), 고황후가 죽자 주발 등의 대신들과 협력해 대왕 유항을 황제로 옹립했다. 문제 4년(기원전 176년), 승상 관영이 죽으면서 후임 승상이 되었다. 장창은 고제가 처음 패상에 이른 때가 10월, 곧 진나라 역법의 정월이었다 하여 진나라 때와 같이 정월을 썼다. 또 오행설에 따라 한나라는 수덕의 시대라고 여겨 진나라 시절처럼 흑색을 숭상하게 했다. 계상 때부터 음률과 율관의 표준을 제정하고 백공들에게 그 규범을 따르게 했다. 특히 장창은 음률과 역법에 가장 능통했으며, 한대의 학자들이 음률과 역법을 논할 때에 항상 장창을 근거로 들었다.
장창이 승상이 된 지 10여 년이 지나자, 노나라의 공손신이 토덕의 시대가 올 것이며 징조로 황룡이 나타날 것이라고 했다. 장창은 이를 그릇되었다고 했는데, 얼마 지나지 않아 황룡이 나타나 문제는 공손신을 박사로 삼고 새 역법을 만들게 해 새로 개원했다. 장창은 칭탈하고 집에서 지냈는데, 마침 장창이 천거한 관리가 부정을 저지른 것이 드러나 책망을 받자 아예 은퇴했다. 8월 무진일에 면직했으니, 승상이 된 지 15년 만이었다.
장창은 늙어서는 이가 없어서 여자를 유모로 삼고 젖을 먹으며 여생을 마쳤다. 처첩이 수백 명이었는데, 한 번 아이를 밴 여자와는 다시 관계를 맺지 않았다. 100여 년을 살다 경제 5년(기원전 152년)에 죽었다.